# Tobias Mørch
Severin Christian Tobias Simeon Mørch (* 15. September 1840 in Uummannaq; † 6. September 1916 in Upernavik) war ein grönländischer Katechet und Pastor.

## Leben
Tobias Mørch war der Sohn des Katecheten Hans Peter Mørch (1808–1876) und seiner Frau Johanne Birgithe Charlotte Møller (1811–1872). Sein Vater war der Sohn von Kolonialverwalter Johan Lorentz Mørch (1783–1834). Er besuchte von 1846 bis 1855 die Schule in Uummannaq. Anschließend kam er auf das Seminarium in Ilulissat. Er schloss die Ausbildung 1858 ab und wurde zur Weiterausbildung nach Dänemark geschickt, wo man ihn zum ersten ordentlich ordinierten Grönländer machen wollte. Nur ein Jahr später kehrte er jedoch nach Grönland zurück und wurde Oberkatechet in Upernavik. Dort heiratete er am 2. Dezember 1866 Marie Regine Lynge (1850–1917), Tochter des Jägers Jacob Georg Nielsen Lynge (1828–1874) und seiner Frau Sophie Matilde Cortzen (1831–1898). Aus der Ehe ging unter anderem der spätere Landesrat Ole Jakob Hans Mørch (1867–1923) hervor. Er ist zudem der Urgroßvater des Politikers Niels Mattaaq (1937–2021).
1872 reiste er ein weiteres Mal gemeinsam mit seiner Familie nach Dänemark, wo er in Kopenhagen unterrichtet wurde und am 13. Mai 1874 wurde er tatsächlich ordiniert. 60 Jahre zuvor war lediglich der Grönländer Frederik Berthelsen aus Not ohne entsprechende Ausbildung ordiniert worden. Da er Grönländer war, wurde er nicht wie seine dänischen Kollegen als Missionar bezeichnet, sondern als Pastor, worauf er stolz war, da er der einzige solche in Grönland war. Er blieb in Upernavik, wo er bis 1881 als Pastor tätig war. Von 1881 bis 1882 war er Pastor in Ilulissat, wechselte dann nach Aasiaat, bevor er 1887 nach Upernavik zurückkehrte. Während seiner Amtszeit taufte er den letzten Heiden Westgrönlands. Darüber hinaus beendete er eine prophetische Bewegung, als eine junge Frau in Tasiusaq ein totgeborenen Jungen gebar, ihn zu Jesus erklärte und sich selbst zur Jungfrau Maria. Daraufhin forderte sie Geld, ein dänisches Wohnhaus und mit Salutschüssen begrüßt zu werden. Sie forderte von ihren Mitgrönländerinnen, dass sie ihr Haar wie Däninnen flochten, erlöste sie von ihren Sünden, indem sie ihnen ein Haar ausriss, sprach eine unverständliche „Engelssprache“ (wobei zwei englische Wörter überliefert sind) und zwang den Katecheten einen selbstverfassten Zusatz zum Weihnachtsevangelium vorzulesen. Fast die gesamte Bevölkerung im nördlichen Teil des Kolonialdistrikts Upernavik schloss sich ihr an, bis Tobias Mørch sie dazu brachte, ihre Schuld einzugestehen. 1908 wurde er pensioniert. Von 1913 bis 1914 kehrte er noch einmal behelfsweise zurück und starb zwei Jahre später kurz vor seinem 76. Geburtstag. 1895 war Tobias Mørch zum Dannebrogsmand ernannt worden. 1903 veröffentlichte er die erste original grönländische Predigtensammlung Oqalutsit sapâtine nagdliútunilo ukiume iluitsume.